# Dan Hedaya
Dan Hedaya, född 24 juli 1940 i Brooklyn i New York, är en amerikansk skådespelare. Han har medverkat i amerikanska filmer och TV-serier sedan 1975 där han ofta spelat amerikaner med italienskt påbrå och skurkroller.

## Filmografi, urval
- 1976 – Kojak (TV-serie) (1 avsnitt)
- 1981–1984 – Spanarna på Hill Street (TV-serie) (5 avsnitt)
- 1984 – Blood Simple
- 1984–1986 – Miami Vice (TV-serie) (2 avsnitt)
- 1984–1993 – Skål (TV-serie) (6 avsnitt)
- 1984 – St. Elsewhere (TV-serie) (3 avsnitt)
- 1984 – Tightrope
- 1985 – Commando
- 1986 – McCall (TV-serie) (1 avsnitt)
- 1988–1989 – Fem i familjen (TV-serie) (2 avsnitt)
- 1988–1990 – Lagens änglar (TV-serie) (3 avsnitt)
- 1990 – Joe och vulkanen
- 1991 – Familjen Addams
- 1992 – Four Eyes and Six-Guns
- 1993 – Benny & Joon
- 1993–1997 – I lagens namn (TV-serie) (2 avsnitt)
- 1993 – Oskyldiga drag
- 1993 – På spaning i New York (TV-serie) (1 avsnitt)
- 1994 – Maverick
- 1995 – Clueless
- 1995 – De misstänkta
- 1995 – Nixon
- 1995 – Till varje pris
- 1996 – Daylight
- 1996 – Freeway
- 1996 – Före detta fruars klubb
- 1996 – Marvins döttrar
- 1996 – Ransom
- 1997 – A Life Less Ordinary
- 1997 – Alien återuppstår
- 1997–2005 – Cityakuten (TV-serie) (4 avsnitt)
- 1997 – Uppdrag: mord (TV-serie) (1 avsnitt)
- 1997 – Ute eller inte
- 1998 – A Civil Action
- 1999 – Dick
- 1999 – The Hurricane
- 2000–2003 – Omaka systrar (TV-serie) (6 avsnitt)
- 2000 – Shaft
- 2000 – Vem dömer Amy? (TV-serie) (1 avsnitt)
- 2001 – Mulholland Drive
- 2005 – Robotar (röstroll)
- 2006 – Monk (TV-serie) (1 avsnitt)
- 2008 – Lipstick Jungle (TV-serie) (1 avsnitt)
- 2011 – Person of Interest (TV-serie) (1 avsnitt)
- 2014 – Gotham (TV-serie) (2 avsnitt)
- 2014–2015 – The Mindy Project (TV-serie) (2 avsnitt)
- 2015–2019 – Blue Bloods (TV-serie) (4 avsnitt)
- 2016 – Fantastiska vidunder och var man hittar dem